# Generał
Generał ist die vierteilige TV-Serien-Version des Filmes Absturz über Gibraltar aus dem Jahr 2009 von Anna Jadowska. Die vierteilige Fernsehserie enthält zusätzliches Dokumentationsmaterial um den Film in seinen geschichtlichen Zusammenhang einzubetten.

## Handlung
General Władysław Sikorski ist der Oberbefehlshaber der polnischen Streitkräfte und Präsident der Exilregierung. Nachdem er Dokumente über das Massaker von Katyn zugespielt bekommen hat, bei welchem auf Befehl von Stalin über 25.000 polnische Offiziere und Intellektuelle diverser Berufsstände ermordet wurden, will er diese der Weltöffentlichkeit publik machen. England und die USA brauchen jedoch Russland als Verbündeten gegen Nazideutschland, der für sie bei Bekanntwerden des Massakers, vor der Weltöffentlichkeit nicht vertretbar wäre. Gouverneur Noel Mason-MacFarlane wird beauftragt, Sikorski mit allen Mitteln von einer Weiterleitung der Dokumente über das Massaker abzuhalten. Sikorski weigert sich, obwohl ihn ein Kurier warnen will. Sikorski wird von Czarny ermordet und ein Flugzeugabsturz vorgetäuscht, bei dem Sikorski ums Leben gekommen sein soll.

## Produktion
Hauptdrehorte waren Krakau und Gibraltar.

## Kritik
Wie auch der zuvor im Kinofilm löste die Serie eine öffentliche Aufarbeitung und kontroverse Diskussion der damaligen Geschehnisse aus. Eine Meinung vermutet hinter dem Flugzeugabsturz bei Gibraltar (1943) eine Verschwörungstheorie.